# Maurice Blanchot
Maurice Blanchot (Quain, 22 settembre 1907 – Le Mesnil-Saint-Denis, 20 febbraio 2003) è stato uno scrittore, critico letterario e filosofo francese.

## Vita
Nato a Quain (Saône-et-Loire) in una casa agricola ereditata dalla famiglia cattolica della madre, aveva due fratelli e una sorella e il padre era professore.
Dopo essersi diplomato molto giovane, un'operazione inutile al duodeno gli fa ritardare l'iscrizione all'università, poi studia filosofia presso l'università di Strasburgo, dove ha modo di conoscere Emmanuel Lévinas, che lo avvicina al pensiero fenomenologico di Heidegger e di Husserl. Intanto legge Marcel Proust e Paul Valéry.
Studia anche medicina, ma è attratto dal giornalismo e dalla critica sociale e letteraria, collaborando ad alcune riviste di estrema destra. Però al contempo è contro Hitler ed è uno dei primi a insorgere, sul quotidiano «Le Rempart» (diretto dall'amico Paul Lévy), contro le prime deportazioni di ebrei in campi di lavoro.
Nel 1936 muore suo padre. Collabora al mensile "Combat" (diretto da Jean de Fabrègues e Thierry Maulnier), l'anno dopo si allontana dalla scrittura politica e polemica e conosce Jean Paulhan, che lavora in Gallimard.
Nel 1940 segue il governo di Vichy fino a Bordeaux dove lavora al "Journal des débats" (su cui fa apparire le sue molte cronache letterarie) e dove incontra Georges Bataille, altro amico per lui importante.
Nel 1944 rischia la fucilazione ma è salvato in estremo. Dopo la II guerra mondiale, Blanchot lavora ormai quasi solo come scrittore e critico letterario, collaborando alla "NRF" e diventando punto di riferimento degli intellettuali a lui coevi: la sua opinione è salda, profonda e guidata da studio e gusto certo.
Nel 1957 muore la madre, l'anno dopo egli torna a Parigi, dove diventa amico di Robert e Monique Antelme, Louis-René des Forêts, Maurice Nadeau, Marguerite Duras, Dionys Mascolo, e Elio Vittorini che lo invita a collaborare a "Il Menabò".
Con Vittorini, Italo Calvino, Pier Paolo Pasolini, Michel Leiris, Günter Grass, Hans Magnus Enzensberger e altri progetta una "Revue internationale" partecipando alle riunioni del 1960 con entusiasmo. Il progetto però non riesce a partire e Blanchot resta amaramente deluso. Lo stesso anno partecipa attivamente alla vicenda del Manifesto dei 121.
Quando nel 1962 muore Georges Bataille scrive un testo sull'amicizia, poi inizia una lunga corrispondenza con il filosofo Jacques Derrida, ma di fatto è isolato, nonostante comincino a rendergli omaggio diversi intellettuali e un numero di "Critique" del 1966 ospiti articoli su di lui di René Char, Paul de Man, Michel Foucault, Jean Starobinski ecc.
Nel maggio del 1968 Blanchot esce dal suo relativo isolamento, per protestare in favore degli studenti, e negli anni successivi scrive alcune opere contro il silenzio di Heidegger nel dopo-guerra a proposito dell'olocausto e per omaggio accorato a Paul Celan (L'ultimo a parlare, 1972).
È uno degli autori in cui la filosofia e la letteratura si mescolano al loro meglio e alcune sue riflessioni critiche sullo scrivere hanno sapore di pensiero classico. Dal punto di vista politico Blanchot è passato da un atteggiamento iniziale di destra all'adesione al pensiero dell'estrema sinistra.
Man mano che passano gli anni la sua scrittura diventa sempre più rarefatta e frammentaria, e la scomparsa degli amici (Lévinas nel 1995, Duras nel 1996, Mascolo nel 1997, il fratello René nel 1978, la sua vedova - con la quale Maurice ora abita - nel 1995 ecc.) lo portano a riflettere sempre più spesso sulla morte.
I suoi libri più importanti sono Aminadab (1942), La follia del giorno (1949 e 2002), Lo spazio letterario (1955), L'infinito intrattenimento (o La conversazione infinita, 1969), La scrittura del disastro (1980) e L'istante della mia morte (1994 e 2002).
È morto il 20 febbraio 2003 a Le Mesnil-Saint-Denis.

### Letteratura
Lo stile letterario di Blanchot si caratterizza per la forma ossimorica e oscura, soprattutto per la sua passione per il frammento.

### Critica letteraria
Gli autori sui quali Blanchot concentra la sua attenzione sono Stéphane Mallarmé, Franz Kafka, Rainer Maria Rilke, Friedrich Hölderlin, Lautréamont, Sade, Friedrich Nietzsche, Georges Bataille ecc.

### Pensiero filosofico
Il pensiero filosofico di Blanchot è molto complesso e tributario sia del surrealismo e sia dell'esistenzialismo, ma con tendenze mistiche.

### Opere principali
- Thomas l'obscur, Paris: Gallimard, 1941 (nuova ed. ridotta 1950, riedizione completa 2005); trad. Francesco Fogliotti, Thomas l'Oscuro (ed. 1950), Milano: Il Saggiatore, 2023
- Aminadab, Paris: Gallimard, 1942
- Comment la littérature est-elle possible?, Paris: Corti, 1942
- Faux pas (1943); trad. Elina Klersy Imberciadori, Passi falsi, Milano: Garzanti, 1976
- Lautréamont et le roman, Paris: Gallimard, 1947
- Le Très-Haut, Paris: Gallimard, 1948
- «La littérature et le droit à la mort», in Critique, 1948, poi in La part du feu e in De Kafka à Kafka
- L'Arrêt de mort (1948); trad. Giancarlo Pavanello e Roberto Rossi, La sentenza di morte, Milano: SE, 1989
- La Part du feu, Paris: Gallimard, 1949
- Lautréamont et Sade (1949); trad. Marina Bianchi e Renata Spinella, Lautréamont e Sade, Bari: Dedalo, 1974; contiene: Tito Perlini, Maurice Blanchot. L'opera come presenza-assenza
- «Introduction» in Restif de la Bretonne, Sara (1949); trad. Renato Sirabella, Sara, Milano: Lerici, 1962
- Au moment voulu, Paris: Gallimard, 1951
- Le Renassement éternel, Paris: Minuit, 1952
- Celui qui ne m'accompagnait pas, Paris: Gallimard, 1953
- L'Espace littéraire (1955); trad. Gabriella Zanobetti e Goffredo Fofi, Lo spazio letterario, Torino: Einaudi 1967; contiene: Jean Pfeiffer, La passione dell'immaginario e Guido Neri, Nota
- Le Dernier Homme, Paris: Gallimard, 1957
- Le Livre à venir (1959); trad. Guido Ceronetti e Guido Neri, Il libro a venire, Torino: Einaudi, 1969; Milano, Il Saggiatore, 2019.
- L'Attente, l'oubli (1962); trad. Milo De Angelis, L'attesa, l'oblio, Parma: Guanda, 1978; contiene: Milo De Angelis, Nota introduttiva
- La conquista dello spazio - Il nome Berlino - La parola in arcipelago - Il quotidiano in "Il Menabò", 7, Torino: Einaudi, 1964
- «L'inconvénance majeure», in Sade, La Philosophie dans le boudoir, Paris: Pauvert, 1965
- «Il riso degli dei», in Pierre Klossowski, Roberta stasera, trad. Giancarlo Marmori, Milano: SugarCo, 1981, pp. 105–21, poi in Le leggi dell'ospitalità, Milano: ES, 2005
- «Le Demain jouer», in Nouvelle Revue Française, aprile 1967
- L'Entretien infini, (1969)
  -  L'infinito intrattenimento. Scritti sull'«insensato gioco di scrivere», traduzione di Roberta Ferrara, Collana Paperbacks n.81, Torino, Einaudi, 1977, ISBN 978-88-06-47035-7.
  -  La conversazione infinita. Scritti sull'«insensato gioco di scrivere», traduzione di R. Ferrara, Collana Piccola Biblioteca.Nuova serie, Torino, Einaudi, 2015, ISBN 978-88-06-22500-1.
- «Il discorso filosofico» (1971), trad. Roberto Di Vanni, Panta: filosofia, 21, 2003, pp. 573–78
- L'Amitié (1971), trad. Rosanna Cuomo e Monica Ghidoni, L'amicizia, Genova: Marietti, 2010; contiene: Riccardo Panattoni e Gianluca Solla, In ogni caso, due
- La folie du jour (1973); trad. Franco Facchini, Giorgio Marcon, Giorgio Patrizi e Giulia Urso, La follia del giorno, Reggio Emilia: Elitropia, «In forma di parole» libro IV, 1982; contiene: Maurice Blanchot, La follia del giorno e La letteratura e il diritto alla morte, Jacques Derrida, La follia del titolo ed Emmanuel Lévinas, Esercizi su La follia del giorno;  La follia del giorno, traduzione di Simona Marino, Napoli, Filema, 2000, ISBN 88-86358-49-0.
- Le pas au-delà (1973); trad. Lino Gabellone, Il passo al di là, Genova: Marietti, 1989; contiene: Lino Gabellone, L'infondatezza del pensiero
- L'écriture du désastre (1980); trad. Federica Sossi, La scrittura del disastro, Milano: SE, 1990; contiene: Federica Sossi, Il mito della fragilità)
- De Kafka à Kafka (1981); trad. Roberta Ferrara, Diana Grange Fiori, Giorgio Patrizi, Leonella Prato Caruso, Giulia Urso e Gabriella Zanobetti, Da Kafka a Kafka, Milano: Feltrinelli, 1983
- La bête de Lascaux (1982); trad. Franco Marconi e Sandro Toni, La bestia di Lascaux, Bologna: Il cavaliere azzurro, 1983; contiene: René Char, La bestia innominabile
- «Sulla traduzione», in aut aut, 189-190, 1982, pp. 98–101
- Après Coup, précédé par Le Ressassement éternel (1983); trad. Marina Bruzzese, L'eterna ripetizione e Après coup, Napoli: Cronopio, 1996)
- La Communauté inavouable (1983); trad. Mario Antomelli, La comunità incoffessabile, Milano: Feltrinelli, 1984; trad. Daniele Gorret, Milano: SE, 2002
- Nous travaillons dans les ténèbres (1983); trad. Giuseppe Zaccarino, Noi lavoriamo nelle tenebre, Novi ligure: Joker, 2006
- Le Dernier à parler (1984); trad. Carlo Angelino, L'ultimo a parlare, Genova: Il melangolo, 1990; contiene: Carlo Angelino, Nota del traduttore
- Michel Foucault tel que je l'imagine (1986); trad. Viana Conti, Michel Foucault come io l'immagino, Genova: Costa e Nolan, 1988
- Sade et Restif de la Bretonne, Paris: Complexe, 1986
- Joë Bousquet par M. Blanchot, suivi de M. Blanchot par J. Bousquet (1987), trad. a cura di Adriano Marchetti, Joë Bousquet, Bologna: Capitello del sole, 1999
- «La parola sacra di Hölderlin», in aut aut, 234, 1989, pp. 21–36
- Une voix venue d'ailleurs, sur les poèmes de Louis-René des Forêts, Plombières: Ulysse, 1992
- L'Instant de ma mort (1994); trad. Patrizia Valduga, «L'istante della mia morte», in aut aut, 267-268, 1995, pp. 32–37
- Pour l'amitié, Paris: Fourbis, 1996; trad. Francesco Fogliotti, Per l'amicizia, Napoli: Cronopio 2021 (contiene: Francesco Fogliotti: Introduzione, Bruno Moroncini: Amici, compagni, fratelli)
- Les Intellectuels en question: ébauche d'une réflexion, Paris: Fourbis, 1996; trad. Marco G. Ciaurro, La questione degli intellettuali. Abbozzo di una riflessione, Milano-Udine: Mimesis, 2011
- Henri Michaux ou le refus de l'enfermement (1999)
- Une voix venue d'ailleurs, Paris. Gallimard, 2002
- Écrits politiques (1958-1993), 2003; trad. Carmelo Colangelo, Nostra compagna clandestina. Scritti politici 1958-93, Napoli: Cronopio, 2004; contiene: Carmelo Colangelo, Sorvegliando la notte
- Chroniques littéraires du "Journal des Débats" (avril 1941-août 1944), a cura di Christophe Bident, Paris: Gallimard, 2007
- Écrits politiques 1953-1993, Paris: Gallimard, 2008
- Lettres à Vadim Kozovoï (1976-1998), Paris: Manucius, 2009
- La Condition critique. Articles, 1945-1998, Paris: Gallimard, 2010